# Židovice (Bečov)
Židovice (německy Seidowitz) jsou zaniklá vesnice v okrese Most v Ústeckém kraji, která se nacházela asi čtyři kilometry jihovýchodně od dnešního města Mostu v nadmořské výšce 239 metrů. Spolu s osadami Kamenná Voda a Stránce měla rozlohu 951 hektarů. Katastrální území Židovice u Bečova měří 4,38 km².

## Název
Název vesnice je odvozen z osobního jména Žid ve významu ves lidí Židových. V historických pramenech se objevuje ve tvarech: Zydouicz (1352–1390), u Židovic (1498), Zidowicze (1565), Sejdevic (1654), Seydowitz (1787), Seydowitz a Seidowitz (1846) a Židovice nebo německy Seidowitz (1848).

## Historie

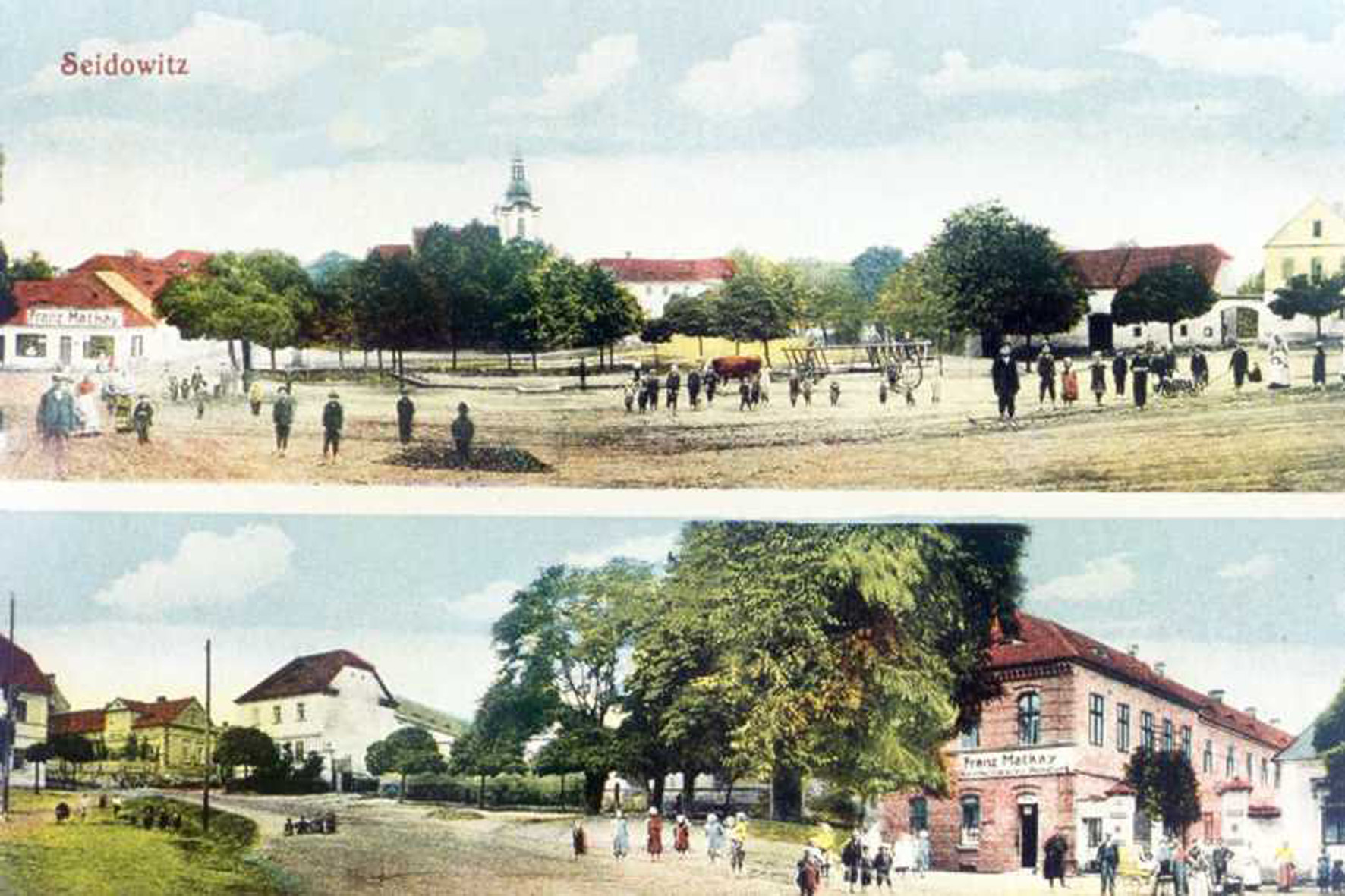
Pohled na staré Židovice

První písemná zmínka o Židovicích se nachází v registru odvedených papežských desátků z roku 1352, který dokládá existenci farního kostela. Původně gotický kostel Nanebevzetí Panny Marie byl na počátku 17. století přestavěn v barokním slohu. V roce 1887 obdržel hlavní oltář nový obraz od mosteckého rodáka Josefa Konstantina Beera. Při stavebně historickém průzkumu kostela byly objeveny pod pozdějšími přemalbami gotické fresky ze 14. století, které byly sejmuty a uloženy v Oblastním muzeu v Mostě.
Židovice náležely ve 14.–16. století klášteru ve Světci. V obci se nacházel vrchnostenský dvůr. V roce 1579 byl statek a ves Židovice spolu s ostatním majetkem kláštera převeden na pražské arcibiskupství a posléze se stal majetkem kláštera magdalenitek v Mostě. V roce 1782 tento ženský klášter císař Josef II. zrušil a jeho majetek připadl náboženskému fondu. Od něj Židovice odkoupilo město Most v roce 1796 a vlastnilo ves až do roku 1848, kdy se stala samostatnou obcí. K Židovicím ještě náležely osady jižně ležící Kamenná Voda a na východě Stránce, kde byla železniční stanice na železniční trati z Žatce do Mostu. Na trati byla až do roku 2008 funkční hláska Stránce. Hláska byla zbořena a závory zrušeny. V Židovicích se nacházela rovněž škola a poštovní úřad.
Obec Židovice byla zbořena v letech 1972–1974 kvůli rozšíření Velebudické výsypky.

## Obyvatelstvo
Při sčítání lidu v roce 1921 ve vsi žilo 418 obyvatel (z toho 203 mužů), z nichž bylo 96 Čechoslováků, 319 Němců, dva příslušníci jiné národnosti a jeden cizinec. Kromě 39 lidí bez vyznání se hlásili k římskokatolické církvi. Podle sčítání lidu z roku 1930 měla vesnice 411 obyvatel: 123 Čechoslováků, 285 Němců, jednoho příslušníka jiné národnosti a dva cizince. Římských katolíků bylo 358, evangelíci dva, pět lidí bylo členy církve československé, jeden žid, jeden příslušník dalších nezjišťovaných církví a 44 obyvatel bylo bez vyznání.
|           | 1869 | 1880 | 1890 | 1900 | 1910 | 1921 | 1930 | 1950 | 1961 | 1970 |
| --------- | ---- | ---- | ---- | ---- | ---- | ---- | ---- | ---- | ---- | ---- |
| Obyvatelé | 219  | 242  | 279  | 274  | 430  | 418  | 411  | 278  | 263  | 220  |
| Domy      | 39   | 36   | 43   | 46   | 58   | 57   | 66   | 72   | 70   | 53   |

## Obecní správa
Při sčítání lidu v roce 1869 byly Židovice obcí v okrese Most, ale při sčítání roku 1880 tvořily osadu obce Polerady-Židovice. Při sčítání roku 1890 byly opět samostatnou obcí, kterou zůstaly až do 30. června 1975. Od 1. července 1975 byla její katastrální území Židovice u Bečova, Kamenná Voda a Stránce připojena k obci Bečov.

## Rodáci
- Jakub Jan Trautzl (1749–1834), římskokatolický duchovní, osecký cisterciák, hudební skladatel